# عدنان سميع
عدنان سميع هو مغني وموسيقي وملحن وممثل هندي وباكستان وكندي، ولد في 15 أغسطس 1971 بلندن في المملكة المتحدة. من الجوائز التي نالها جائزة نگار ‏.

## أعمال

### أفلام
- (2005) لا وقت للحب
- (2010) فرصة رقص

## جوائز
- جائزة نگار [الإنجليزية]‏

## وصلات خارجية
- عدنان سميع على موقع IMDb (الإنجليزية)
- عدنان سميع على موقع ميوزك برينز (الإنجليزية)
- عدنان سميع على موقع ديسكوغز (الإنجليزية)
- عدنان سميع على موقع قاعدة بيانات الفيلم (الإنجليزية)